# Курменёво
Курменёво — деревня в Камешковском районе Владимирской области России, входит в состав муниципального образования Второвское.

## География
Деревня расположена в 2 км на юг от центра поселения села Второво, в 16 км на юго-запад от райцентра Камешково.

## История
В конце XIX — начале XX века деревня входила в состав Лаптевской волости Владимирского уезда, с 1924 года — в составе Второвской волости. В 1859 году в деревне числилось 23 дворов, в 1905 году — 34 дворов, в 1926 году — 41 хозяйств.
С 1929 года деревня являлась центром Курменевского сельсовета Владимирского района, с 1940 года — в составе Второвского сельсовета Камешковского района, с 2005 года — в составе муниципального образования Второвское.

## Население
| 1859 | 1905 | 1926 |
| ---- | ---- | ---- |
| 151  | 215  | 161  |

| 1859 | 1905 | 1926 | 2002 | 2010 | 2021 |
| ---- | ---- | ---- | ---- | ---- | ---- |
| 151  | ↗215 | ↘161 | ↘3   | ↗4   | ↗31  |